# Costa Marques
Costa Marques är en kommun i Brasilien.   Den ligger i delstaten Rondônia, i den västra delen av landet, 1 800 km väster om huvudstaden Brasília. Antalet invånare är 13 700.
Omgivningarna runt Costa Marques är huvudsakligen savann. Trakten runt Costa Marques är nära nog obefolkad, med mindre än två invånare per kvadratkilometer.